# Ronuro
De Ronuro in de Mato Grosso, een deelstaat van Brazilië, is een bovenloop van de Xingu. Samen met de Kuluene vormt zij de Xingu. Enkele belangrijke bijrivieren van de Ronuro zijn de Jatoba, de Steinen (die door de inheemsen Atelchú wordt genoemd) en de Batovi. 
De rivier werd lang geleden ontdekt door verschillende volkeren van zowel Arowaakse, als Caribische, Macro-Ge of Tupi-Guarani afkomst die zich langs de oevers vestigden en daar een gezamenlijke cultuur vormden. De Duitse arts en antropoloog Karl von den Steinen maakte in 1884 en 1887 twee antropologische expedities naar de regio en bezocht de aanwezige bewoners aan het eind van de negentiende eeuw. Zijn landgenoot, geograaf Herrmann Meyer bracht de rivier in kaart door deze in 1899 langs de volle lengte af te varen. Beiden beschreven ook de specifieke cultuur van de aan deze rivier levende Xingu-indianen. Zij vormt de grens tussen de microregio's Alto Teles Pires en Sinop op de linkeroever en Paranatinga op de rechteroever.
Bij het in het Parque Indígena do Xingu gelegen Kamaiurádorp Morená, op de grens van drie gemeenten Feliz Natal, Querência en Gaúcha do Norte, vloeit de Ronuro in de Xingu. De plaats Morená stond bij de Duitse onderzoekers ook bekend onder de naam Xingu-Koblenz.
- Virtual International Authority File: 315527077